# Romanowo (województwo dolnośląskie)

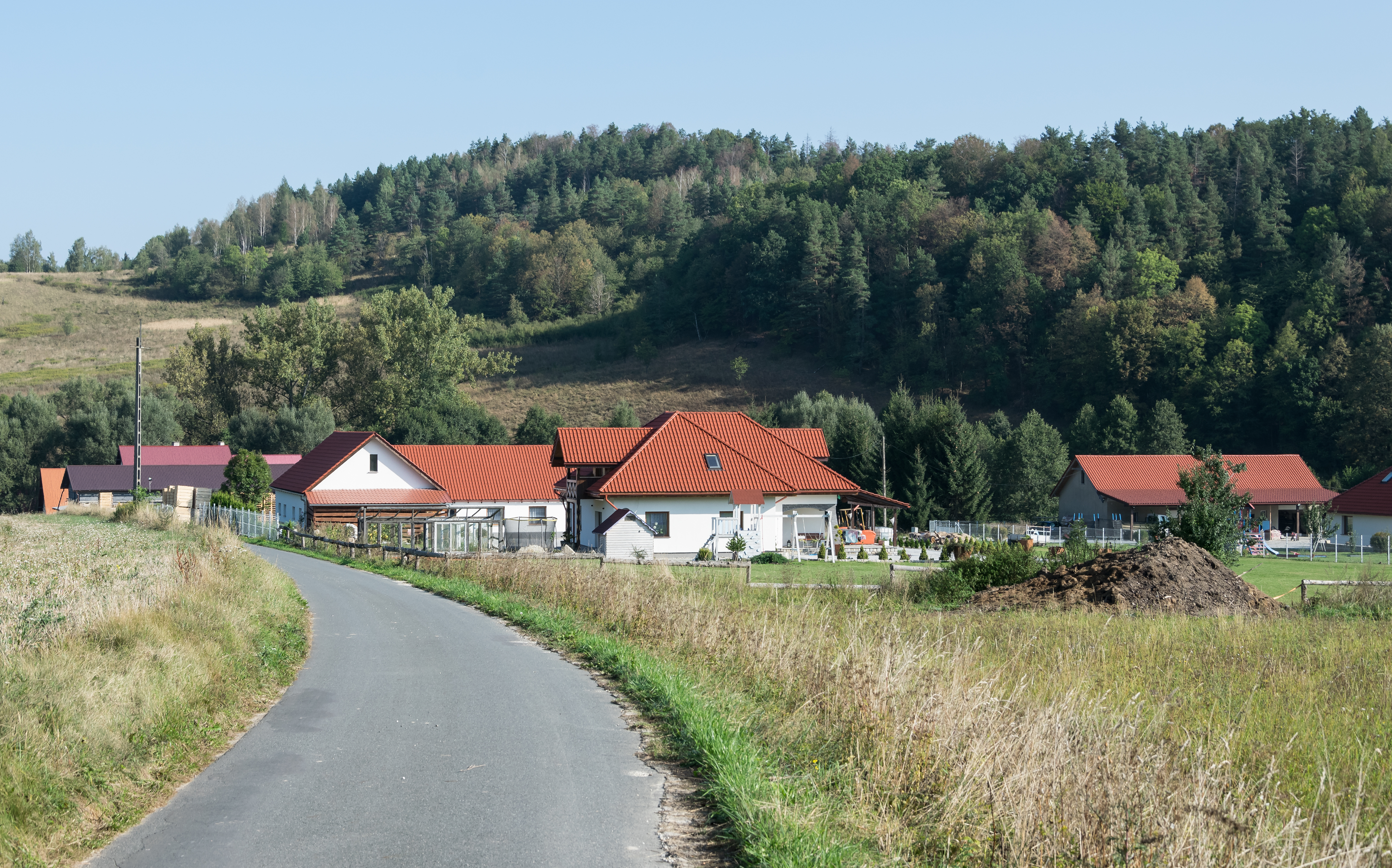
Zabudowania Romanowa

Romanowo (niem. Raumnitz, czyli Równica, od parownicy, czyli rzeki płynącej w parowie, po 1945 także Rąbieniec, od lat 50. XX w. Rudnica Dolna i Rudnica Górna, od lat 60. XX w. nazwa obecna) – wieś w Polsce położona w województwie dolnośląskim, w powiecie kłodzkim, w gminie Kłodzko.

## Położenie
Mała górska wieś o rozproszonej zabudowie ciągnąca się w dolinie rzeki Piotrówka, w Krowiarkach, na wysokości około 350–450 m n.p.m.

## Podział administracyjny
W latach 1975–1998 miejscowość położona była w województwie wałbrzyskim.

## Historia
Wzmiankowana w roku 1350 jako Ramnicz, w latach późniejszych zmieniono nazwę na Raumnitz. Wieś prawie przez cały czas należała do Ołdrzychowic (przebiegała w tym rejonie granica dóbr ołdrzychowickich i gorzanowskich). W roku 1358 funkcjonowało tu wolne sędziostwo. W XVIII wieku powstała kolonia domów i od tego czasu datuje się podział na Romanowo Górne i Dolne. W końcu XVIII wieku największa część wsi należała do barona von Heunna. Był tu młyn wodny i folwark. W XIX wieku obie części wsi należały do hrabiego von Schlabrendorfa. Mimo powstawania kilku kamieniołomów wapienia nie rozwijała się zbyt dynamicznie, będąc kolonią Ołdrzychowic. Po roku 1945 przestały funkcjonować wapienniki, a większość wyrobisk kamienia porzucono.

Obecnie w miejscowości funkcjonuje Kamieniołom „Romanowo” – największy na ziemi kłodzkiej eksploatowany kamieniołom białego marmuru (grzbiet Rychtarzowej Góry – 498 m n.p.m.).

## Atrakcje turystyczne
- Kościół z początku XX wieku,
- źródła Romanowskie – największe wywierzysko ziemi kłodzkiej (kras), z którego wypływa woda o stałej temperaturze +10 °C,
- dwie kapliczki słupowe (na jednej z nich, w pobliżu drogi do Piotrowic, umieszczone były olejne portrety fundatorów – właścicieli dóbr ołdrzychowickich),
- domy mieszkalne i gospodarcze z XIX wieku (do najciekawszych należy nr 42, drewniany)[1].